# Spinotarsus silvicolens
Spinotarsus silvicolens är en mångfotingart som beskrevs av Kraus 1960. Spinotarsus silvicolens ingår i släktet Spinotarsus och familjen Odontopygidae. Inga underarter finns listade i Catalogue of Life.